# Tiu Keng Leng (tunnelbanestation)
Tiu Keng Leng (TIK) är en MTR-tunnelbanestation, belägen i Tseung Kwan O, Sai Kung-distrikten i Hongkong. Stationen är Kwun Tong-linjens slutstation sedan 2002 och enda station i Nya territorierna.

## Stationen
| -  | Metro Town |
| G  | Entréhall, affärer, bussterminal, utgångar |
| L1 | Spår Kwun Tong-linjen till Yau Ma Tei Mittperrong (Dörrer öppnar på vänstern för spår 2 och på högern för spår 4) Spår Tseung Kwan O-linjen till North Point     |
| L2 | Spår Tseung Kwan O-linjen till Po Lam/LOHAS Park Mittperrong (Dörrer öppnar på vänstern för spår 1 och på högern för spår 3) Spår Kwun Tong-linjen (Slutstation) |

Stationen trafikeras av både Kwun Tong-linjen och Tseung Kwan O-linjen sedan 2002. Övre planet (L1) trafikeras av västergående tåg på båda linjer och tvärtom på planet L2.

## Föregående och efterföljande stationer
```
Kwun Tong-linjen: 
Lam Tin
 → 
Yau Tong
 → 
Tiu Keng Leng
```

```
Tseung Kwan O-linjen: 
Yau Tong
 → 
Tiu Keng Leng
 → 
Tseung Kwan O
```

## Utgångar
| Kod | Destination              |
| --- | ------------------------ |
| A1  | Bussterminal             |
| A2  | Hongkongs designinstitut |
| B   | Metro Town, LePoint      |

## Anslutande lokaltrafik
Bussrutter till Kowloon och Nya territorierna: 93M, 290, 290A, 792M, 296C, N796, 796P, 796S, 796X, 798
Bussrutter till Hongkongön: 692P, 694, N691
Bussrutter till Norra Lantau och Flygplatsen: E22A, N29
Minibussrutter: 108A, 110